# Saint-Martin-de-Sallen
Saint-Martin-de-Sallen är en kommun i departementet Calvados i regionen Normandie i norra Frankrike. Kommunen ligger i kantonen Évrecy som ligger i arrondissementet Caen. År 2018 hade Saint-Martin-de-Sallen 620 invånare.

## Befolkningsutveckling
Antalet invånare i kommunen Saint-Martin-de-Sallen
Referens:INSEE